# Väinö Nuorteva
Väinö Albert Nuorteva (né Nyberg le 12 décembre 1889 à Mäntsälä, mort le 4 février 1967 à Helsinki), plus connu sous son pseudonyme Olli, était un journaliste satirique et écrivain finlandais. Il est considéré comme l'un des plus importants journalistes finlandais du XXe siècle.

## Biographie
Nuorteva est le fils du pharmacien Karl Emil Nyberg et de sa femme Matilda Lovisa Nyberg (née Hildén). En 1919, à l'instar de nombreux membres ou sympathisants du mouvement fennomane, il change son nom en Nuorteva, à la consonance plus « finnoise ».
À partir de 1917 s'intéresse au journalisme et à la littérature. Jusqu'en 1965, il écrira pour de nombreux journaux finlandais. Entre 1917 et 1918, il contribue au colonnes du journal satirique Uusi Päivä (Un jour nouveau), puis de 1919 à 1922 il travaille pour Iltalehti (La gazette du soir). De 1922 jusqu'à la fin de sa carrière, il écrira désormais pour Uusi Suomi (Nouvelle Finlande). Pour l'ensemble de ses écrits, il signe toujours de son pseudonyme, Olli.

## Postérité
Cette signature apparut au total au bas de plus de 10 000 de ses chroniques satiriques. Celles-ci seront plus tard compilées et éditées en recueils, et même traduites et publiées en allemand de son vivant (en 1938 dans Der Norden lacht (Berlin) et en 1943 dans Suomi – Humor und Herz (Leipzig/Berlin)). Robert Hübner, philologue spécialiste du finnois (et grand maître international du jeu d'échecs à ses heures perdues), publia également à compte d'éditeur à faible tirage deux tomes posthumes de ses propres traductions (Fünfunddreißig Satirchen, Hamburg, 1993 et Fünfundsiebzig Satirchen, Hamburg, 2003).

## Travaux
En finnois :
- Mustapartainen mies herättää pahennusta (1921)
- Vahingosta vihastuu (1924)
- Hedelmäsuola Pomosin (1927)
- Vot, Iivana (1942)
- Puusta tyveen (1947)
- Hyvää, sanoi mustapartainen mies, päivää (1954)
- Ystäväni ja huonetoverini Kalle Niemeläinen (1958)
- Mustapartainen kärpänen (1963)
- Pilkillä pilkkaillen (1965)
- Valitut tekoset I (1964)
- Valitut tekoset II (1964)
- Ollin parhaat (1971)

## Prix littéraires
- Prix national de littérature (1954)
- Prix Linnankoski (1963)